# خاندان ماتسویی

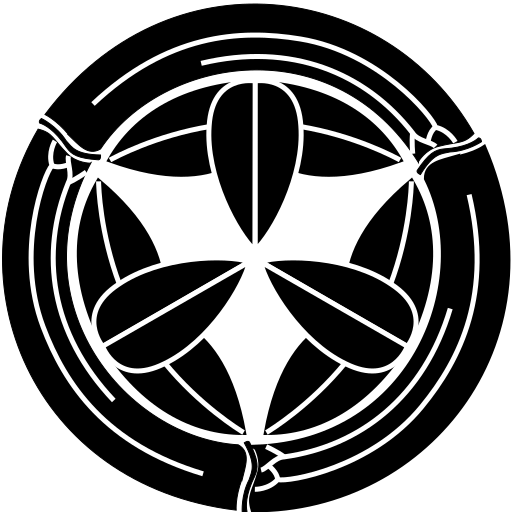
علامت خاندان

خاندان ماتسویی (به ژاپنی: 松井氏 まついし)، یکی از خاندان‌های ژاپنی بود که از خاندان میناموتو منشعب شده بود.  خاندان ماتسویی ملازم اصلی خاندان هوسوکاوا بودند. اسناد خاندان ماتسویی مجموعه ای ارزشمند از مطالب تاریخی برای درک میاموتو موساشی است.

در نبرد سکیگاهارا در سال ۱۶۰۰، ماتسویی یاسویوکی و پسر ارشدش ماتسویی اوکیناگا/ناگائوکا سادو، شجاعانه زیر نظر هوسوکاوا تادائوکی ارباب قلمرو جنگیدند و در پیروزی ارتش شرقی نقش داشتند. پس از جنگ، خاندان هوسوکاوا در ولایت بوزن و ولایت بونگو (استان فوکوئوکای کنونی و بخشی از استان اویتا) با دارایی خالص بیش از ۳۹۰۰۰۰ ککو به یک ارباب فئودال تبدیل شد و قلعه کیتسوکی در ولایت بونگو به ماتسویی یاسویوکی سپرده شد.
هنگامی که هوسوکاوا تادائوکی/سانسای در سال 1646 درگذشت، قلعه یاتسوشیرو تحت مراقبت ماتسویی اوکیناگا قرار گرفت و از آن پس، حاندان ماتسویی برای نسل‌ها به عنوان مباشر قلعه یاشیرو خدمت کرد. اوکیناگا دختر دوم هوسوکاوا تادائوکی/سانسای را به عنوان همسر اصلی خود گرفت، ششمین پسر سانسای را به عنوان وارث خوانده اش (یوریوکی ماتسویی) قرار داد، نام خانوادگی دیگری از خاندان هوسوکاوا به نام «ناگائوکا» به او داد و خود را ناگائوکا سادو نو کامی نامید. به این ترتیب، خاندان ماتسویی به پایان دوره ادو به عنوان ارباب فئودال 30000 ککو برای هشت نسل، شاخه ای از قلمرو کوماموتو، رسید.
خاندان ماتسویی به خاطر دوستی اش با شمشیرزن افسانه ای، میاموتو موساشی معروف است. در خاندان ماتسویی، نامه ای وجود دارد که موساشی به ماتسویی اوکیناگا (نامه ای به ناگائوکا سادو) درست قبل از ورود او به خدمت خاندان هوسوکاوا نوشته است.
علاوه بر این، حتی پس از اینکه موساشی به عنوان فرمانده، مهمان قلمرو کوماموتو تبدیل شد، یوریوکی از موساشی حمایت کرد و خود نیز یکی از شاگردان تاکتیک‌های نظامی موساشی شد.
یوریوکی همچنین مراقب موساشی بود که بیمار شد و روی تخت بیماریش مدتی بستری شده بود. این موضوع از نامه‌های زیادی که بین یوریوکی و موتو ایوری، مادر پرورش‌دهنده موساشی رد و بدل شد، مشخص می‌شود. به این ترتیب بسیاری از مصنوعات فرهنگی موساشی مانند نقاشی‌های جوهر و صنایع دستی به خانواده ماتسویی منتقل شد.